# 사카이 다다카타

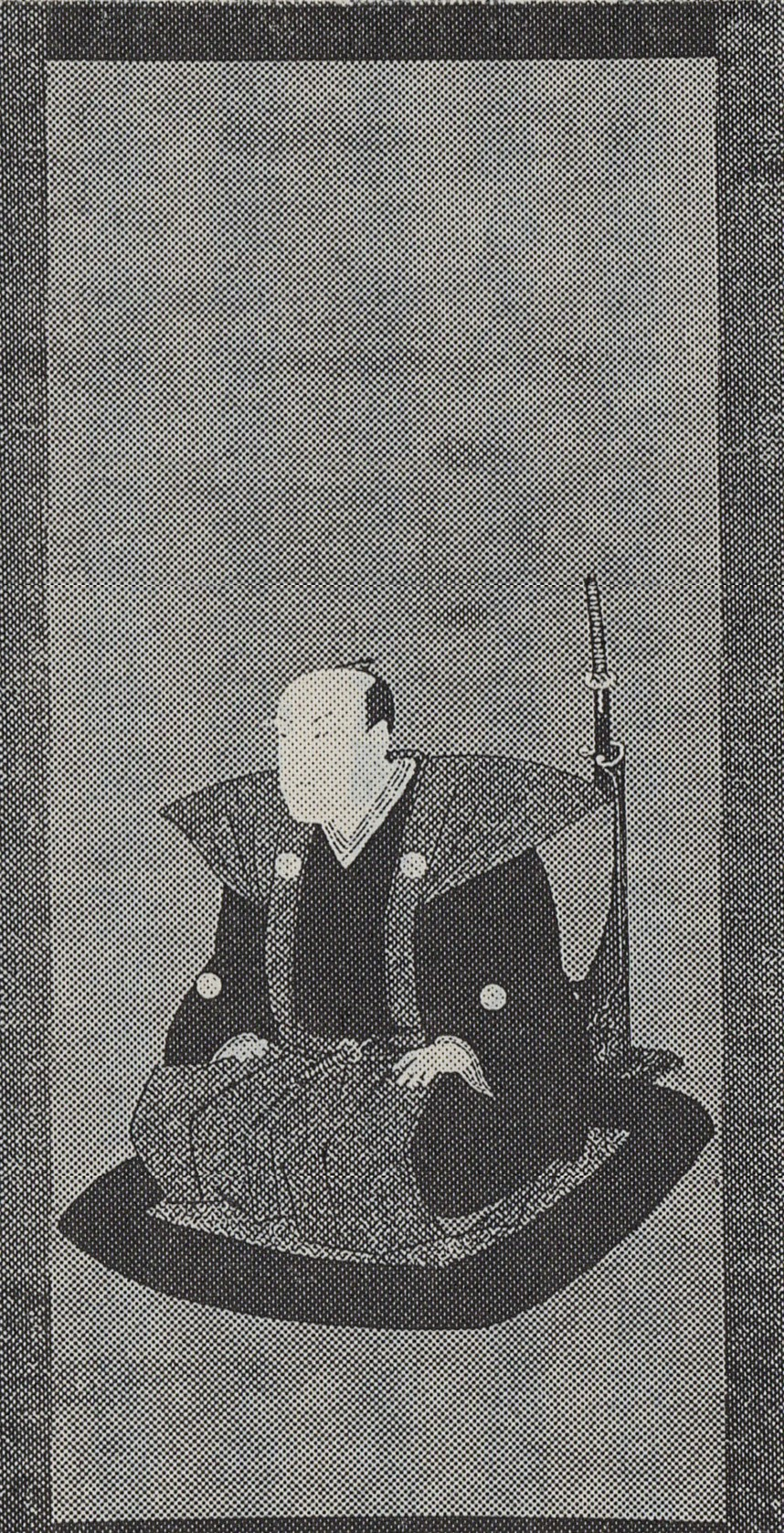
사카이 다다카타

사카이 다다카타(일본어: 酒井忠器, 1790년 4월 2일 ~ 1854년 4월 17일)는 에도 시대 후기의 다이묘로, 데와 쇼나이번의 8대 번주이다. 어릴적 이름은 센지로(千次郎), 신타로(新太郎)이다. 관위는 종4위하, 사에몬노조(左衛門尉), 소장(少将)이다.
간세이 2년(1790년) 2월 18일, 쇼나이 번의 7대 번주 사카이 다다아리의 맏아들로 태어났다. 교와 3년(1803년)에 종4위하에 서임되었다. 분카 2년(1805년) 9월 25일, 아버지가 은거함에 따라 번주직을 계승하였다. 처음에는 가로 다케우치 하치로에몬(竹内八郎右衛門)이 번 통치 개혁을 시행하는 입장에서 정권을 주도하고 있었으나, 분카 6년(1809년) 다케우치가 실각한 뒤에는 다다카타가 직접 통치를 주도하게 되었다. 그는 번 재정 재건을 위해 혼마 미쓰미치를 등용하여 양잠업 진흥을 중심으로 한 식산흥업의 장려에 힘썼다.
덴포 3년(1832년) 4월 22일, 다다카타는 닛코의 사당 수리 비용 3만 냥을 막부에 헌납하고, 그 공적에 의해 에도 성 다마리노마즈메 격(溜間詰格)이 되었다. 덴포 대기근에서는 백성 구제에 힘썼다. 덴포 11년(1840년) 11월 1일, 에치고 나가오카 번으로 이봉될 뻔 하였으나, 영지 주민들의 저지 운동 등으로 인하여 취소되었다.
덴포 13년(1842년) 4월 14일, 맏아들인 다다아키에게 가문을 계승케 하고 은거하였으며, 가에이 7년(1854년) 3월 20일에 65세로 사망하였다.
| 전임 사카이 다다아리 | 제8대 쇼나이번 번주 1805년 ~ 1842년 | 후임 사카이 다다아키 |